# Granaster nutrix
Granaster nutrix är en sjöstjärneart som först beskrevs av Studer 1885.  Granaster nutrix ingår i släktet Granaster och familjen trollsjöstjärnor. Inga underarter finns listade i Catalogue of Life.